# Коза мостра
„Коза мостра“ е музикална група в Солун, Гърция.
Състои се от 6 членове: Елиас Козас (вокали), Алексис Архонтис (ударни), Стелиос Сиомос (китара), Димитрис Христонис (бас китара), Кристос Каланцопулос (акордеон) и Василис Налмпантис (тромпет). Те са гръцките представители на „Евровизия 2013“, където заедно с Агатонас Яковидис изпълняват песента „Alcohol Is Free“ (Алкохолът е безплатен), класирайки се шести.

## Дискография

### Албуми
- „Keep Up The Rhythm“ (2013)

### Сингли
- „Me Trela“ (2012)
- „Desire“ (2012)
- „Tora/Me Trela“ (с Димос Анастасиадис) (2012)
- „Alcohol Is Free“ (с Агатонас Яковидис) (2013)